# 阿卡德爾菲亞 (阿拉巴馬州)
阿卡德爾菲亞（英語：Arkadelphia）是一個位於美國阿拉巴馬州卡爾曼縣的非建制地區。該地的面積和人口皆未知。

## 地理
阿卡德爾菲亞的座標為33°54′18″N 86°57′45″W / 33.905°N 86.9625°W，而該地最高點為海拔高度112米（即367英尺）。